# Thời đại thiếu nữ của tôi
Thời đại thiếu nữ của tôi (tựa tiếng Anh: Our Times, tiếng Trung: 我的少女時代; bính âm: Wǒ De Shàonǚ Shídài, hay còn gọi "Thời thanh xuân của tôi" hay "Thời đại thiếu nữ của tôi") là một bộ phim điện ảnh Đài Loan năm 2015 mang chủ đề tình yêu học đường của đạo diễn Trần Ngọc San. Đây là bộ phim điện ảnh đầu tay của nữ đạo diễn vì trước đó cô chỉ phụ trách các bộ phim truyền hình. Bộ phim có sự góp mặt của nữ diễn viên Tống Vân Hoa trong vai Lâm Chân Tâm, một nữ sinh bình thường, và nam diễn viên Vương Đại Lục trong vai Từ Thái Vũ, một thủ lĩnh băng nhóm tai tiếng trong trường.

## Kịch bản
Bộ phim mở đầu với khung cảnh hiện tại, khi Lâm Chân Tâm (Trần Kiều Ân), một nhân viên văn phòng bình thường đang phải chật vật với cuộc sống. "Chân Tâm" nghĩa là "một trái tim thành thật", điều đó cũng được thể hiện qua sự chăm chỉ làm việc của cô nhưng điều đó lại khiến cô bị các đồng nghiệp nhỏ tuổi hơn chế nhạo. Chán nản, cô tìm đến một cuốn băng cassette ghi lại một ca khúc cũ của Lưu Đức Hoa. Giai điệu đó đưa cô trở lại những ngày học trung học, khi cô còn là nữ sinh Lâm Chân Tâm (Tống Vân Hoa), với niềm đam mê và thần tượng Lưu Đức Hoa và có một cuộc sống đơn giản, vô lo. Chân Tâm có hai người bạn gái thân thiết, đồng thời, cô thầm thích Âu Dương Phi Phàm (Lý Ngọc Tỷ), nam sinh nổi tiếng nhất của trường.
Một ngày nọ, nữ sinh 17 tuổi Lâm Chân Tâm nhận được một lá thư dây chuyền viết rằng nếu cô không gửi bức thư này cho những người khác thì sẽ gặp phải vận xui. Cô ngây thơ tin vào lá thư đó và đã gửi nó cho Từ Thái Vũ (Vương Đại Lục), đại ca băng nhóm có tiếng trong trường, thầy giáo dạy toán và Đào Mẫn Mẫn (Giản Đình Nhuế, nữ sinh nổi tiếng cùng lớp. Vì đọc lá thư giữa đường, Từ Thái Vũ đã bị xe tải đụng. Sau khi phát hiện ra người đã gửi lá thư là Lâm Chân Tâm cũng như biết được chuyện cô hâm mộ Âu Dương Phi Phàm, Từ Thái Vũ quyết định làm 'bạn' với cô nhưng thực ra chỉ coi cô như một người để sai vặt, đổi lại anh và băng nhóm của mình sẽ không quấy rối Âu Dương Phi Phàm.
Một cách tình cờ, Chân Tâm vô tình nghe thấy cuộc trò chuyện giữa Mẫn Mẫn và Phi Phàm, sau đó hiểu nhầm rằng giữa họ đang có một mối quan hệ bí mật. Cô liên minh cùng Từ Thái Vũ, người thầm thích Mẫn Mẫn, để khiến cho cặp đôi đó chia tay. Tuy nhiên, sau nhiều tình huống xảy ra, Lâm Chân Tâm và Từ Thái Vũ bắt đầu hiểu và thông cảm cho đối phương; cuối cùng, họ cũng phát hiện ra tình cảm thực sự mà mình dành cho người còn lại.
Sau đó, Thái Vũ phát hiện anh có máu bầm trong não sau vụ đụng xe và sau một loạt những chấn thương vùng đầu trong những trận hỗn chiến. Ba mẹ anh quyết định đưa anh ra nước ngoài; và trong thời đại không có nhiều phương tiện liên lạc, điều đó đồng nghĩa với việc anh và Chân Tâm đã mất liên lạc hoàn toàn.
Trở về từ những kí ức của 18 năm trước, Lâm Chân Tâm đã quyết định từ bỏ công việc không mấy vui vẻ cũng như chấm dứt mối quan hệ hiện có. Vào thời điểm đó, Lưu Đức Hoa đã tổ chức một buổi hoà nhạc ở Đài Bắc nơi cô sinh sống, nhưng cô đã không thể mua được vé đến buổi diễn. Tuy nhiên, cô tình cờ có cơ hội gặp gỡ Lưu Đức Hoa và sau đó, định mệnh đã giúp Lâm Chân Tâm và Từ Thái Vũ (Ngôn Thừa Húc) sau khi trưởng thành có cơ hội gặp lại nhau.

## Diễn viên
- Tống Vân Hoa trong vai Lâm Chân Tâm lúc trẻ (林真心)
  - Trần Kiều Ân trong vai Lâm Chân Tâm lúc trưởng thành (林真心)
- Vương Đại Lục trong vai Từ Thái Vũ lúc trẻ (徐太宇)
  - Ngôn Thừa Húc trong vai Từ Thái Vũ lúc trưởng thành (徐太宇)
- Lý Ngọc Tỷ trong vai Âu Dương Phi Phàm (歐陽非凡)
- Giản Đình Nhuế trong vai Đào Mẫn Mẫn (陶敏敏)
- Trần Ngạn Doãn trong vai Anh Mộc / Sakuragi (櫻木), thành viên trong băng nhóm của Từ Thái Vũ
- Thái Ý Trần trong vai Hà Mỹ (何美), bạn thân của Lâm Chân Tâm
- Chung Tâm Linh trong vai mẹ của Lâm Chân Tâm
- Lưu Đức Hoa trong vai Lưu Đức Hoa

## Sản xuất
Thời đại của chúng ta là bộ phim điện ảnh đầu tay của Trần Ngọc San, người trước đó chỉ đạo diễn các bộ phim truyền hình Đài Loan.

## Phát hành
Ngoài Đài Loan, Thời đại của chúng ta còn được công chiếu ở các phòng chiếu tại Hồng Kông và Ma Cao vào ngày 15 tháng 10 năm 2015. Sau đó vào ngày 22 tháng 10 năm 2015, bộ phim đồng thời được phát hành ở Singapore và Malaysia. Tại Trung Quốc, phim được ra rạp vào ngày 19 tháng 11 năm 2015.
Ngoài được phát hành ở châu Á, bộ phim còn được chiếu trong Liên hoan phim Quốc tế châu Á Toronto vào ngày 8 tháng 11 năm 2015.
Thời đại của chúng ta thường được so sánh với bộ phim nổi tiếng Cô gái năm ấy chúng ta cùng theo đuổi (2011) vì cùng chủ đề tình yêu học đường và cùng bối cảnh những năm 1990. Báo Associated Press thì cho rằng bộ phim này chính là "phiên bản nữ" của Cô gái năm ấy chúng ta cùng theo đuổi. Tuy nhiên, đạo diễn và dàn diễn viên của phim không đồng ý với sự so sánh này; đạo diễn Trần Ngọc San còn phát biểu: "Làm sao tuổi trẻ của tôi có thể giống tuổi trẻ của người khác?".

## Thành tích

### Phòng vé
Cho tới ngày 20 tháng 1 năm 2016, bộ phim đã thu về 81,5 triệu đô la Mỹ toàn cầu, trong đó doanh thu lớn nhất đến từ Đại Lục với 54,8 triệu đô la Mỹ.
Thời đại của chúng ta đã bị vướng vào một số rắc rối phòng vé khi Hiệp hội Phòng vé Đài Bắc (cơ quan phân phối dữ liệu phòng vé) đã dừng công bố các thông tin trên trước khi phim được ra mắt. Mặc dù thiếu dữ liệu chính thức về doanh thu phòng vé tại Đài Bắc, nhà phân phối của bộ phim, Hualien International Film, thông báo rằng phim đã đừng đầu về doanh thu phòng vé trên toàn Đài Loan. Điều này dẫn đến một số cáo buộc rằng Hualien International Film, với sự tài trợ của nhiều hệ thống rạp phim lớn tại Đài Loan, đã cố ý ngăn chặn việc công bố dữ liệu phòng vé chính thức để có thể báo cáo giả về doanh thu của bộ phim.
Bỏ qua những lùm xùm trên, Thời đại của chúng ta đã có màn trình diễn ấn tượng tại các phòng vé Đài Loan. Bộ phim thu về hơn 5 triệu Tân Đài tệ sau buổi ra mắt và thậm chí trước cả khi được chính thức ra rạp. Trong tuần đầu phát hành ở Đài Loan, phim đã có doanh thu hơn 100 triệu Tân Đài tệ. Cho đến ngày 13 tháng 10 năm 2015, bộ phim mang về 156 triệu Tân Đài tệ từ phòng vé Đài Loan.
Thời đại của chúng ta cũng ra mắt ấn tượng tại Singapore khi vô địch phòng vé chỉ trong tuần thứ hai phát hành.
Trong 4 ngày đầu phát hành ở phòng vé Đại Lục, phim thu về 110 triệu Nhân dân tệ. Đây là bộ phim điện ảnh Đài Loan có doanh thu cao nhất tại phòng vé Trung Quốc.

### Đánh giá chuyên môn
Thời đại của chúng ta nhận được những đánh giá chuyên môn không mấy khả quan. Tờ South China Morning Post đánh giá bộ phim 3 trên 5 sao. Tờ báo cho rằng nội dung của bộ phim là về "chuyện tình ngọt ngào thái quá đầy sự chần chừ" và khuyên người xem nên "đầu hàng với sự uỷ mị" của bộ phim. Tuy nhiên, tờ báo cũng thêm vào rằng "cái kết cổ tích của phim có thể xoa dịu những ai bị chấn động". Tương tự, đánh giá viên Ho Yi của tờ Taipei Times cũng chỉ trích diễn biến của bộ phim "bị trùng lặp đôi khi, không tạo thêm ý nghĩa cho mạch kể chuyện". Tuy nhiên, vị đánh giá viên lại khen ngợi dàn diễn viên, đặc biệt là Tống Vân Hoa, vì đã "hoàn tất vai diễn xuất sắc với sự hài hước, ngây thơ nhưng không lố bịch". Yi cũng khen ngợi đạo diễn Trần Ngọc San khi đã chú ý đến những chi tiết phù hợp với bối cảnh những năm 90 của phim.
Ở Singapore, tờ The New Paper đánh giá bộ phim 5 trên 5 sao với nhận xét "một sự kết hợp khó cưỡng của sự hoài cổ, hài hước và những cảm xúc động lòng", đồng thời khen ngợi bộ phim đã "gây ấn tượng mạnh khi khắc hoạ những cảm úc ngọt ngào và đắng cay của tình yêu tuổi trẻ".

### Danh hiệu
| Giải thưởng            | Hạng mục                   | Đối tượng được đề cử      | Kết quả |
| ---------------------- | -------------------------- | ------------------------- | ------- |
| Giải Kim Mã lần thứ 52 | Nữ diễn viên xuất sắc nhất | Tống Vân Hoa              | Đề cử   |
| Giải Kim Mã lần thứ 52 | Đạo diễn mới xuất sắc nhất | Trần Ngọc San             | Đề cử   |
| Giải Kim Mã lần thứ 52 | Nhạc phim xuất sắc nhất    | Hạnh phúc bé nhỏ (小幸運) | Đề cử   |